# Budorcas taxicolor bedfordi
Il takin dorato (Budorcas taxicolor bedfordi Thomas, 1911) è una delle quattro sottospecie di takin.

## Descrizione
Morfologicamente identico alle altre sottospecie, si differenzia da esse per il mantello colore bianco-giallo sfumato al dorato, con parti nere meno numerose che negli altri takin.

## Distribuzione e habitat
L'areale del takin dorato è confinato ai monti Qinling, nello Shaanxi meridionale (Cina), ad altezze comprese tra i 1500 e i 3600 m, zone che costituiscono anche una delle ultime roccaforti del panda gigante. Vive sulle pareti rocciose scoscese e sui pendii molto ripidi, ai margini della zona alberata, e preferisce le zone ricche di boschetti di bambù. L'intera popolazione selvatica conta ormai poche centinaia di individui rigorosamente protetti.

## Biologia
I takin dorati hanno sviluppato vari adattamenti per rimanere caldi e asciutti durante i mesi invernali. Uno spesso strato di peli secondari li protegge dal freddo e il loro grande muso simile a quello dell'alce presenta vasti seni nasali che riscaldano l'aria inspirata per prevenire una perdita di calore corporeo durante la respirazione. Nonostante sia priva di ghiandole sebacee, la loro pelle secerne una sostanza oleosa che costituisce una sorta di barriera umida che li ripara dagli elementi.